# Kastenkopf
De Kastenkopf is een 2129 meter hoge berg in de deelstaten Beieren (Duitsland) en Tirol (Oostenrijk).

## Geografie
De Kastenkopf maakt deel uit van de Allgäuer Alpen. Ten oosten van de berg bevindt zich de Kälbelespitze en in het westen ligt de Lahnerkopf. De Kastenkopf maakt deel uit van de bergkam Rauhhornzug.